# بهلوله
بهلوله (به انگلیسی: Behlola) یک شهرک در پاکستان است که در شهرستان چهارسده واقع شده‌است.